# Gontran Cherrier
Gontran Cherrier est un boulanger-pâtissier, un entrepreneur, un auteur de livres de cuisine et un animateur de télévision français né le 11 novembre 1978 à Luc-sur-Mer (Calvados).

## Biographie

### Enfance
Gontran Cherrier est né le 11 novembre 1978 à Luc-sur-Mer (Calvados). Il est la  troisième génération dans une famille de boulangers-pâtissiers. Ses grands-parents tenaient une boulangerie-pâtisserie et un salon de thé à Luc-sur-Mer. Ses parents se sont ensuite installés à Sainte-Marie-du-Mont puis à Marcoussis en région parisienne où Gontran a fait son apprentissage durant toute son enfance.

## Médias

### Télévision
Le 26 août 2013, il devient l'un des animateurs et juges de l'émission La Meilleure Boulangerie de France diffusé quotidiennement sur M6 réalisant une audience moyenne de 1 million de personnes, où il forme avec Bruno Cormerais l'équipe du jury et de présentation. Il y présentera les trois premières saisons de l'émission pour ensuite laisser sa place à Norbert Tarayre.

### Publications
Ses livres présentent des recettes originales faisant du pain un élément incontournable de la cuisine 
- A croquer..., Hachette pratique, 2005 (recueil de recettes de desserts).
- Ultra chocolat, Hachette pratique, 2005.
- Gontran joue de la casserole, Toques de cuisine, Hachette pratique, 2006.
- Les bons plats de Gontran, Pratique Hachette, 2007.
- Gontran fait son pain, Toques de cuisine, hachette pratique, 2007.
- Pain, Hachette pratique, 2008.
- Toastés, Hachette pratique, 2009.
- Cuisinez givré, Hachette pratique, 2009.

## Les boulangeries

### France
- Il a ouvert le 18 décembre 2010 sa première boulangerie au 22 rue Caulaincourt dans le quartier de Montmartre à Paris[4].
- La deuxième boulangerie de Gontran Cherrier a ouvert en janvier 2012 dans le 17e arrondissement de Paris dans la petite rue Juliette Lamber[5],[6].

### Développement International
- C'est en mai 2012 que Gontran ouvre sa première boulangerie à l'international, à Singapour sous le nom de "Tiong Bahru Bakery by Gontran Cherrier", dans le quartier du même nom[7].
- En juillet 2014, il ouvre sa première boulangerie à Séoul en Corée du Sud dans le quartier français de Seorae rapidement suivie d'une deuxième dans le quartier de Dachi[8] puis d'une troisième dans le Parnas mall. L'expansion en Corée du Sud est importante puisqu'il y a, en juillet 2016, pas moins de 18 boutiques.